# Avontuur met een kerstpudding
Avontuur met een kerstpudding is een boek met kort verhalen geschreven door Agatha Christie. De bundeling van zes verhalen werd in 1960 uitgegeven in het Verenigd Koninkrijk. Het boek verscheen niet in deze vorm op de Amerikaanse markt, hoewel de verhalen daar wel in andere collectiebundels verschenen. In 1961 werden vijf verhalen en het voorwoord vertaald naar het Nederlands en werd sindsdien tot en met 1983 uitgegeven door Luitingh-Sijthoff. 

## Verhalen
De volgorde waarin de verhalen in Nederlandse versie zijn opgenomen wijkt af van de oorspronkelijke uitgave.
| Engelse Titel                          | Nederlandse titel                | detective   | Volgorde in de Nederlandse bundel |
| -------------------------------------- | -------------------------------- | ----------- | --------------------------------- |
| The adventure of the Christmas Pudding | Avontuur met een kerstpudding    | Poirot      | 1e hoofdstuk                      |
| The Mystery of the Spanish Chest       | Het mysterie van de Spaanse kist | Poirot      | niet opgenomen                    |
| The Under Dog                          | Getergd tot het uiterste         | Poirot      | 4e hoofdstuk                      |
| Four and Twenty Blackbirds             | Een portie bramentaart           | Poirot      | 5e hoofdstuk                      |
| The Dream                              | Een droom                        | Poirot      | 3e hoofdstuk                      |
| Greenshaw's Folly                      | De blunder van Greenshaw         | Miss Marple | 2e hoofdstuk                      |

Het weggelaten verhaal, Het mysterie van de Spaanse kist (The Mystery of the Spanish Chest) kreeg in 1963 een plaats in de Nederlandse versie van Het Listerdale mysterie.

## Adaptaties
- Alle vijf de verhalen met Hercule Poirot kregen een verfilming in de televisieserie Agatha Christie's Poirot. The adventure of the Christmas Pudding kreeg de naam The Theft of the Royal Ruby, de Amerikaanse titel van het verhaal.
- Greenshaw's Folly met Miss Marple in de hoofdrol werd herwerkt voor de televisie in de serie Agatha Christie's Marple, gecombineerd met het verhaal The Thumb Mark of St. Peter in één aflevering.
- The Adventure of the Christmas Pudding werd als radiohoorspel gebracht door BBC Radio 4 op 25 december 2004.
- De verhalen The Adventure of the Christmas Pudding en Four and Twenty Blackbirds werden in de Japanse animeserie Agatha Christie's Great Detectives Poirot and Marple (2004), aflevering 19 en 20 gebruikt.